# Драницын, Герман Васильевич
Ге́рман Васи́льевич Драни́цын (29 августа 1912 — 21 июня 1976) — капитан советского арктического флота, почётный полярник (1938), почётный работник Министерства морского флота (1957). Участвовал в более чем в двух тысячах ледовых проводках. Его имя носит ледокол «Капитан Драницын».

## Биография
Родился в Вологодской области в семье сельских учителей. После окончания Архангельского морского техникума (1929), ходил на зверобойном судне «Нерпа» 2‑м помощником капитана, с 1932 года — старшим помощником капитана на зверобойном судне «Ленинградсовет».
С 1938 на ледокольном пароходе «Малыгин», вторым, а затем старшим помощником капитана. Находился в отпуске, когда пароход погиб (1940).
С декабря 1939 и все годы Великой Отечественной войны — старший помощник капитана на ледокольном пароходе «Георгий Седов». В декабре сорок первого стал кандидатом, а в 1942 году — членом Коммунистической партии.
«Г. Седову», входившему в состав Беломорской военной флотилии как «ЛД-3», поручалась проводка во льдах транспортов с воинскими грузами, доставка на полярные станции всего необходимого, в том числе и оружия. Экипаж участвовал в транспортировке, выгрузке и установке артиллерийских батарей на берегах арктических проливов.
12 мая 1945 года назначен старшим помощником на линейный ледокол «И. Сталин», которым командовал капитан В. И. Воронин, который и выдвинул Драницына — 34-летнего старпома, на должность капитана.
С 1948 года — капитан парохода «Моздок». Командовал линейными ледоколами «Ермак», «Молотов».
В 1956 году повёл в Арктику только что построенный новый дизель-электрический ледокол «Капитан Воронин», названный в честь выдвинувшего Драницына в капитаны В. И. Воронина.
С 1959 и до 1976 года — капитан-наставник ледокольного флота Мурманского морского пароходства.
В 1961 году впервые в истории Арктики осуществил проход линейного ледокола и каравана судов сложным проливом Красной Армии в архипелаге Северная Земля.
Также в 1961 под его руководством была осуществлена уникальная операция по высадке с борта атомного ледокола «Ленин» полярной станции «Северный полюс-10».
Похоронен на новом городском кладбище Мурманска.

## Награды
Почётный полярник (1938), Почётный работник Министерства морского флота СССР (1957).
Награждён многими боевыми и трудовыми наградами, в том числе:
- орден Отечественной войны II степени (1945)
- орден Красной Звезды
- орден Октябрьской Революции (1975)
- медаль «За оборону Советского Заполярья»

## Память
В 1980 году его именем назван ледокол «Капитан Драницын».